# Efekt kongruence
Efekt kongruence je psychologický výraz pro ovlivňování paměťových procesů vnitřním (emočním) kontextem.
Gordon H. Bower popsal ve své práci efekt, při kterém pozitivní emoce zvyšují pravděpodobnost vybavení si pozitivních vzpomínek a naopak negativní emoce zvyšují pravděpodobnost negativních. Emoce zde tedy fungují jako vnitřní kontext vštípení. Následné vybavení vzpomínky je snadnější, pokud náš momentální psychický stav přibližně odpovídá stavu, při kterém jsme příslušnou informaci ukládali do paměti.
Znalost efektu kongruence se uplatňuje při léčbě depresí. Při ní se lidé mohou ocitnout v začarovaném kruhu, vzájemně se posilujících negativních emocí a vzpomínek. Úkolem terapeuta je v této situaci pozvednout náladu a dát možnost vybavení situací, v kterých se člověk cítil lépe.